# ميل جيبسون (كرة سلة)
ميل جيبسون (بالإنجليزية: Mel Gibson) مواليد 3 ديسمبر 1940 في كارولاينا الشمالية، هو لاعب كرة سلة أمريكي سابق بدأ مسيرته الاحترافية في سنة 1963 لعب في الرابطة الوطنية لكرة السلة وحمل الرقم 15. يبلغ طوله 6 قدم 3 بوصة (1.9 م). اعتزل اللعب في 1964.

## فرق لعب لها
- لوس أنجلوس ليكرز

## روابط خارجية
- ميل جيبسون على موقع الاتحاد الدولي لكرة السلة (الإنجليزية)
- ميل جيبسون على موقع إن بي أي (الإنجليزية)
- ميل جيبسون على موقع سبورتس رفرنس (الإنجليزية)
- ميل جيبسون على موقع ريلجم (الإنجليزية)
- ميل جيبسون على موقع بروبوليرز (الإنجليزية)
- ميل جيبسون على موقع كلية كرة السلة في سبورتس رفرنس.كوم (الإنجليزية)